# Psychilis vernicosa
Psychilis vernicosa är en orkidéart som först beskrevs av Donald Dungan Dod, och fick sitt nu gällande namn av Ruben Primitivo Sauleda. Psychilis vernicosa ingår i släktet Psychilis och familjen orkidéer. Inga underarter finns listade i Catalogue of Life.